# Aleksander Giezek
Aleksander Ignacy Giezek (ur. 1 lutego 1938 w Janiszkowicach – ob. część Opola Lubelskiego, zm. 15 lipca 2014 w Bydgoszczy) – polski górnik i polityk, poseł na Sejm PRL IX kadencji.

## Życiorys
Syn Bronisława i Heleny. Ukończył Technikum dla przodujących robotników w Piotrkowie Trybunalskim. Od 1957 do 1962 był górnikiem w Kopalni Rudy Żelaza „Henryk” w Starachowicach, a od 1962 maszynistą maszyny wyciągowej w Łęczyckich Zakładach Górniczych. 
W 1961 wstąpił do Polskiej Zjednoczonej Partii Robotniczej. Zasiadał w egzekutywie Komitetu Miejskiego PZPR w Łęczycy, a także w Wojewódzkiej Komisji Kontroli Partyjnej w Płocku. Był również członkiem Związku Młodzieży Socjalistycznej i Związku Młodzieży Polskiej. W latach 1985–1989 pełnił mandat posła PZPR na Sejm PRL IX kadencji z okręgu Płock, zasiadając w Komisji Górnictwa i Energetyki, Komisji Skarg i Wniosków oraz w Komisji Nadzwyczajnej do rozpatrzenia projektu Ordynacji Wyborczej do Sejmu oraz Ordynacji Wyborczej do Senatu.
Odznaczony Złotym i Brązowym Krzyżem Zasługi, Orderem Sztandaru Pracy II klasy, Odznaką „Za zasługi dla województwa płockiego” oraz Odznaką „Za zasługi dla ZMS”.